# Frágil (canción de Allison)
«Frágil» es una canción de la banda mexicana de pop punk, Allison, de esta canción proviene su sencillo debut del mismo disco de la agrupación. El sencillo fue lanzado en el año 2006 a través de Sony BMG.

## Lista de canciones

### Sencillo - CD[4]
| Frágil — Single |                      |          |  |
| N.º             | Título               | Duración |  |
| 1.              | «Frágil»             |          |  |
| 2.              | «Adissi»             |          |  |
| 3.              | «Ya no quiero saber» |          |  |
| 4.              | «Karo»               |          |  |
| 5.              | «Me Cambió»          |          |  |

## Créditos
- Erick Canales - Voz , Guitarra
- Abraham Isael Jarquín Guitarra
- Manuel Ávila "Manolín" Bajo, Coros
- Diego García Stommel - Batería

## Posicionamiento en listas
| Lista (2006)    | Puesto |
| --------------- | ------ |
| México (Los 40) | 1      |